# Дзардини, Эдоардо
Эдоардо Дзардини (итал. Edoardo Zardini; род. 2 ноября 1989, Пескьера-дель-Гарда, Венеция) — итальянский профессиональный шоссейный велогонщик, выступающий за проконтинентальную команду «Vini Zabù».

## Достижения
2009
9-й Кроноскалата Гардоне-Валь-Тромпия
2010
4-й Трофей ZSSDI
9-й Джиробио
2012
3-й Тур Фриули-Венеции-Джулии
6-й Джиробио
9-й Пикколо Джиро ди Ломбардия
2013
4-й Тур Дании
6-й Джиро дель Эмилия
2014
1-й Этап 2 Джиро дель Трентино
4-й Джиро дель Эмилия
4-й Тур Британии
1-й Этап 3
8-й Три варезенские долины
2015
8-й Джиро дель Аппеннино
9-й Джиро дель Эмилия
10-й Джиро дель Трентино
2016
8-й Гран-при Берега Этрусков

## Статистика выступлений

### Гранд-туры
| Гонка           | 2013 | 2014 | 2015 | 2016 |
| --------------- | ---- | ---- | ---- | ---- |
| Джиро д'Италия  | 71   | 59   | 60   | 109  |
| Тур де Франс    | —    | —    | —    | —    |
| Вуэльта Испании | —    | —    | —    | —    |